# South Bradenton
South Bradenton és una concentració de població designada pel cens dels Estats Units a l'estat de Florida. Segons el cens del 2000 tenia 21.587 habitants.

## Demografia
Segons el cens del 2000, South Bradenton tenia 21.587 habitants, 10.681 habitatges, i 5.522 famílies. La densitat de població era de 1.868,8 habitants/km².
Dels 10.681 habitatges en un 18,1% hi vivien nens de menys de 18 anys, en un 36,9% hi vivien parelles casades, en un 10,8% dones solteres, i en un 48,3% no eren unitats familiars. En el 40,4% dels habitatges hi vivien persones soles el 20,2% de les quals corresponia a persones de 65 anys o més que vivien soles. El nombre mitjà de persones vivint en cada habitatge era de 2 i el nombre mitjà de persones que vivien en cada família era de 2,64.
Per edats la població es repartia de la següent manera: un 17,5% tenia menys de 18 anys, un 8,2% entre 18 i 24, un 25,2% entre 25 i 44, un 20,4% de 45 a 60 i un 28,7% 65 anys o més.
L'edat mediana era de 44 anys. Per cada 100 dones de 18 o més anys hi havia 84,9 homes.
La renda mediana per habitatge era de 27.410 $ i la renda mediana per família de 32.444 $. Els homes tenien una renda mediana de 25.011 $ mentre que les dones 21.559 $. La renda per capita de la població era de 17.549 $. Entorn del 9,5% de les famílies i el 13% de la població estaven per davall del llindar de pobresa.

## Poblacions més properes
El següent diagrama mostra les poblacions més properes.